# Paresseux à crinière
Bradypus torquatus
Espèce
Statut de conservation UICN

 VU B2ab(ii,iii) : Vulnérable
Le paresseux à crinière (Bradypus torquatus) est une espèce sud-américaine de paresseux tridactyle.
Le paresseux à crinière possède une petite tête, des yeux et des oreilles de petite taille, ainsi qu'une courte queue cachée dans sa fourrure. Il mesure environ 50 cm de long, et pèse jusqu'à 4,5 kg.
Son pelage dorsal, rèche, est habituellement habité par des algues, des acariens, des tiques, des scarabées et des mites. Le pelage est sombre, long, ressemble à une crinière autour de sa tête, son cou et ses épaules. Sa fourrure ventrale est fine, dense et pâle.
Le paresseux à crinière mange des feuilles, des bourgeons, et des brindilles souples de quelques arbres forestiers, en particulier ceux du genre Cecropia. Il ne va à terre que pour déféquer, ou pour passer à un autre arbre s'il lui est impossible de le faire par les branches. Il descend rarement au sol car, lorsqu'il se retrouve sur une surface plane, il est incapable de se lever et de marcher. Au sol, le paresseux ne peut que se traîner de tout son long, à l'aide de ses longs bras avant et de ses longues griffes. Son principal mode de défense est de rester silencieux et camouflé ou de donner de violents coups de griffes. C'est un bon nageur. Le paresseux à crinière est un animal solitaire.
En 1955, le paresseux à crinière n'était connu qu'à Bahia, Espírito Santo et Rio de Janeiro dans l'est du Brésil, dans les forêts atlantiques littorales. Depuis, son nombre a décliné, parallèlement à la diminution de l'étendue de ces forêts. La principale menace pour le paresseux à crinière est la perte de son habitat forestier, résultat de l'extraction de bois d'œuvre, de la production de charbon, et de l'abattage en faveur de plantations et de pâtures à bétail. La chasse excessive est également une menace.

## Répartition

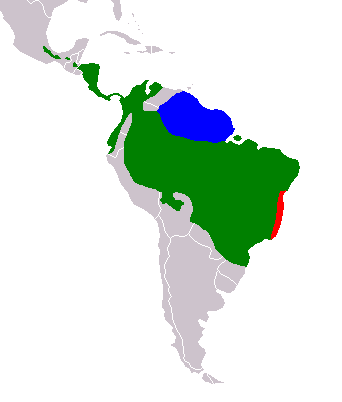
Bradypus torquatus

- Bradypus torquatus